# Drezna
Drezna (en russe : Дрезна) est une ville de l'oblast de Moscou, en Russie, dans le raïon Orekhovo-Zouïevski. Sa population s'élevait à 11 767 habitants en 2014.

## Géographie
Drezna est arrosée par la rivière Drezna, un affluent de la Kliazma, et se trouve à 77 km à l'est du centre de Moscou.

## Histoire
Drezna fut créée en 1897 pour loger les travailleurs d'une usine textile bâtie à la même époque par les deux fils de l'industriel Ivan Simine d'Orekhovo-Zouïevo, ville distante de 10 km. Drezna accéda au statut de commune urbaine en 1925 puis à celui de ville le 7 octobre 1940. Drezna est restée un centre important de l'industrie textile de l'oblast de Moscou.

## Population
Recensements (*) ou estimations de la population :
| 1926* | 1939*  | 1959*  | 1970*  | 1979*  |
| ----- | ------ | ------ | ------ | ------ |
| 7 897 | 11 300 | 11 530 | 12 539 | 12 298 |

| 1989*  | 2002*  | 2010*  | 2013   | 2014   |
| ------ | ------ | ------ | ------ | ------ |
| 13 047 | 11 665 | 11 815 | 11 766 | 11 767 |